# Kuruna
Kuruna Attigala, Kathr. & L.G.Clark, 2014 è un genere di piante angiosperme monocotiledoni appartenente alla famiglia Poaceae (sottofamiglia Bambusoideae).

## Etimologia
Il nome del genere deriva dal nome comune in singalese del gruppo nativo Sri Lankan Arundinaria, "KuruUna". Kuru significa "nano" e Una significa "bambù".
Il nome scientifico del genere è stato definito dai botanici contemporanei Lakshmi Attigala, Hashendra-Suvini Kathriarachchi & Lynn G. Clark nella pubblicazione Phytotaxa 174(4): 199. del 2014.

## Descrizione

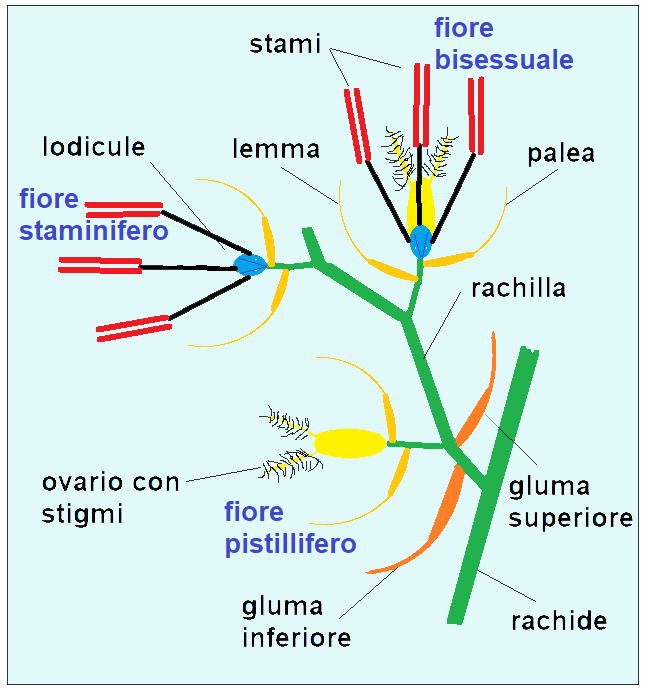
Spighetta generica con tre fiori diversi

### Portamento
Il portamento delle specie di questo genere è arbustivo perenne. Le radici sono del tipo fascicolato derivate da brevi rizomi pachimorfi a collo corto. I culmi sono legnosi, eretti o arrampicanti; gli internodi sono affusolati; i nodi sono prominenti (gonfiati). Lunghezza dei culmi: da 1 a 8 metri.

### Foglie
Le foglie lungo il culmo sono disposte in modo alterno, sono distiche e si originano dai vari nodi. Sono composte da una guaina, una ligula e una lamina. Le foglie dei culmi, con portamento riflesso, sono persistenti o decidue e sono prive di padiglioni auricolari. Le guaine hanno delle forme lineari o lanceolate o strettamente ovate o triangolari. Le ligule sono membranose e cigliate. La base delle foglie è priva del pseudo-picciolo (o falso picciolo). La forma delle foglie è lineare o lanceolata o ellittica o oblunga; la consistenza è erbacea o coriacea; i margini sono molli o cartilaginei. Le venature sono parallelinervie (quelle trasversali sono poco visibili).

### Infiorescenza
- Infiorescenza principale (sinfiorescenza o semplicemente spiga): le infiorescenze sono ramificate (oppure no) ed hanno la forma di una grande pannocchia aperta. Le spighette sono solitarie; quelle fertili sono pedicellate. I rami non sono sottesi da brattee.
- Infiorescenza secondaria (o spighetta): le spighette fertili sono formate da 1 a 7 fiori fertili sottesi da due brattee chiamate glume (inferiore e superiore). Le spighette possono terminare all'apice con un fiore sterile o ridotto (l'estensione apicale della rachilla in genere è sterile). Alla base di ogni fiore sono presenti due brattee: la palea e il lemma. La forma delle spighette è lineare o lanceolata o ellittica; sono inoltre compresse lateralmente. Lunghezza della spighetta: 8 – 35 mm. La disarticolazione (la rottura alla maturità) avviene sotto ogni fiore fertile.
- Le brattee dei fiori. GLUME: le glume sono persistenti o decidue. Sono più corte della spighetta. Quella inferiore ha delle forme oblunghe o ovate con apice acuto; la consistenza è cartacea; non ha una carenatura; ha fino a 7 venature longitudinali. La glume superiore è simile a quella inferiore; è lunga come il lemma adiacente; ha una consistenza cartacea; è senza carenatura; ed ha da 5 a 7 vene. LEMMA: il lemma dei fiori fertili ha delle forme da lanceolate a ovate con apice acuto o mucronato; è privo di carenatura e di ali; le vene al massimo sono 11. La superficie è liscia o scabrosa e comunque priva di solchi. PALEA: la palea è percorsa da 7 vene longitudinali; può essere alata oppure no; la superficie può essere liscia o scabrosa; i margini sono (oppure no) cigliati; l'apice può essere acuto o con due taglienti punte.
- I fiori fertili sono attinomorfi formati da 3 verticilli: perianzio ridotto, androceo  e gineceo.

- Formula fiorale:

- , P 2, A (1-)3(-6), G (2–3) supero, cariosside.

- Il perianzio è ridotto e formato da tre lodicule cigliate, delle squame, poco visibili (forse relitto di un verticillo di 3 sepali).

- L'androceo è composto da 3 stami ognuno con un breve filamento libero, una antera e due teche. Le antere sono basifisse con deiscenza laterale. Il polline è monoporato.

- Il gineceo è composto da 3-(2) carpelli connati formanti un ovario supero. L'ovario, glabro, ha un solo loculo con un solo ovulo subapicale (o quasi basale). L'ovulo è anfitropo e semianatropo e tenuinucellato o crassinucellato. Lo stilo, breve, è unico con due o tre stigmi papillosi.

### Frutti
I frutti sono del tipo cariosside, ossia sono dei piccoli chicchi indeiscenti, ellissoidi, nei quali il pericarpo è formato da una sottile parete che circonda il singolo seme. In particolare il pericarpo, carnoso e succulento, è fuso al seme ed è aderente. L'endocarpo non è indurito e l'ilo è lungo e lineare. L'embrione è provvisto di epiblasto. I margini embrionali della foglia si sovrappongono. La fessura scutellare è assente.

## Biologia
In generale nelle erbe delle Poaceae la fecondazione avviene fondamentalmente tramite l'impollinazione dei fiori per via  anemogama. Gli stigmi piumosi sono una caratteristica importante per catturare meglio il polline aereo.
I semi cadendo a terra, dopo aver eventualmente percorso alcuni metri a causa del vento (dispersione anemocora) sono dispersi soprattutto da insetti tipo formiche (mirmecoria).

## Distribuzione e habitat
Le specie di questo genere si trovano solamente in India e Sri Lanka, in habitat caldi e montani (foreste e pascoli aperti).

## Tassonomia
La famiglia delle Poacee comprende circa 800 generi e oltre 9.000 specie. È una delle famiglie più numerose e più importanti del gruppo delle monocotiledoni. La famiglia è suddivisa in 12 sottofamiglie, il genere Kuruna fa parte della sottofamiglia Bambusoideae (tribù Arundinarieae, sottotribù Thamnocalaminae).

### Specie
Il genere comprende le seguenti specie:
- Kuruna debilis (Thwaites) Attigala, Kaththr. & L.G.Clark
- Kuruna densifolia (Munro) Attigala, Kaththr. & L.G.Clark
- Kuruna floribunda (Thwaites) Attigala, Kaththr. & L.G.Clark
- Kuruna scandens (Soderstr. & R.P.Ellis) Attigala, Kaththr. & L.G.Clark
- Kuruna serrulata Attigala, Kathr. & L.G.Clark
- Kuruna walkeriana (Munro) Attigala, Kaththr. & L.G.Clark
- Kuruna wightiana (Nees) Attigala, Kathr. & L.G.Clark

### Chiave per le specie
Per meglio comprendere ed individuare le varie specie del genere, l'elenco seguente utilizza in parte il sistema delle chiavi analitiche (vengono cioè indicate solamente quelle caratteristiche utili a distinguere una specie dall'altra).
- Gruppo 1A: il portamento di queste piante è arrampicante; le lame delle foglie dei culmi sono riflesse;

- Kuruna debilis: i nodi sono sormontati da una visibile cresta; le foglie del fogliame sono provviste di auricolari fimbriati.
- Kuruna scandens: i nodi sono sormontati da una cresta poco visibile; le foglie del fogliame non sono provviste di auricolari.

- Gruppo 1B: il portamento di queste piante è eretto; le lame delle foglie dei culmi sono erette e leggermente patenti;

- Gruppo 2A: le radici primarie sono cave (canali aerei); il diametro delle linee nodali è più o meno uguale a quello degli internodi adiacenti; l'habitat è relativo alle praterie aperte;

- Kuruna densifolia.

- Gruppo 2B: le radici primarie non sono cave; il diametro delle linee nodali è più grande di quello degli internodi adiacenti; l'habitat è relativo alle foreste pluviali o alle pianure delle montagna rocciose;

- Gruppo 3A: le guaine delle foglie del culmo sono glabre nella pagina abassiale; i margini delle foglie del fogliame sono colorati di giallo pallido ed hanno, nella parte anteriore, dei tricomi taglienti;

- Kuruna serrulata.

- Gruppo 3B: le guaine delle foglie del culmo sono ispide nella pagina abassiale; i margini delle foglie del fogliame sono colorati di verde e sono, nella parte anteriore, scabri;

- Gruppo 4A: la forma delle lame delle foglie è più o meno cordata e abbracciante alla base; la consistenza delle foglie è coriacee con evidenti spessori; l'apice delle glume è acuto;

- Kuruna walkeriana.

- Gruppo 4B: la forma delle lame delle foglie è lineare-lanceolata e non è abbracciante; la consistenza delle foglie è cartilaginea con spessori sottili; l'apice delle glume è mucronato;

- Kuruna wightiana: l'apice della guaina fogliare ha un portamento più o meno orizzontale; la chiglia della palea è senza ali; gli stimmi sono 3.
- Kuruna floribunda: l'apice della guaina fogliare è concavo e simmetrico; la chiglia della palea è alata; gli stimmi sono 2.

### Filogenesi
La posizione filogenetica di questo genere all'interno della tribù è abbastanza centrale e risulta "gruppo fratello" del Chimonocalamus clade  (Clade III). In passato questo genere era stato collegato ad altri gruppi della tribù Arundinarieae distribuiti nella parte più orientale dell'Asia. Recenti studi hanno dimostrato che il genere Kuruna insieme ai due lignaggi africani (Clade I, Bergbambos e Clade II, Oldeania), hanno incominciato a divergere dai rispettivi gruppi asiatici orientali durante il Pliocene (dai 5 ai 3 milioni di anni fa).
Il cladogramma seguente tratto dallo studio citato (e semplificato) mostra l'attuale conoscenza filogenetica del genere.
|  | Kuruna densifolia                                                      |
|  |                                                                        |
|  | \| \| Kuruna floribunda \| \| \| \| \| \| Kuruna debilis 2 \| \| \| \| |
|  |                                                                        |
|  | Kuruna scandens                                                        |
|  |                                                                        |
|  | Kuruna walkeriana                                                      |
|  |                                                                        |
|  | Kuruna debilis 1                                                       |
|  |                                                                        |
|  | Kuruna floribunda                                                      |
|  |                                                                        |
|  | Kuruna debilis 2                                                       |
|  |                                                                        |

|  | Kuruna floribunda |
|  |                   |
|  | Kuruna debilis 2  |
|  |                   |